# Kleiner Rabe Socke
Der kleine Rabe Socke (ursprünglich Der kleine Rabe) ist eine Kinderbuchreihe. Als Rabe Socke wurde eine Trickfilmreihe aus der Kinderfernsehsendung Unser Sandmännchen produziert. Ferner entstanden bislang drei Kinofilme sowie die Zeichentrickserie Der kleine Rabe Socke.

## Hintergrund
Die Figur des kleinen Raben mit einer einzelnen, rot-weiß geringelten Socke wurde 1996 für das Bilderbuch Alles meins! von der Illustratorin Annet Rudolph geschaffen. Den Text schrieb die Kinderbuchautorin Nele Moost.
Bisher erschienen etwa 100 Bilder-, Lern-, Schul- und Malbücher mit dem kleinen Raben im Esslinger Verlag oder auch in dessen ehemaligem Mutterverlag Klett. Im Mittelpunkt der kurzen Geschichten, in denen neben dem Raben noch weitere Tiere auftreten, steht meist das Thema Freundschaft und der Umgang mit persönlichen Stärken und Schwächen. Biologisch falsch gleicht der Rabe mit seinem gelben Schnabel und den roten Füßen eher einer Alpendohle.
In etwa zwanzig Ländern sind Buchübersetzungen erschienen. Außerdem gibt es zahlreiche Non-Book-Erzeugnisse, darunter die mit dem Pädi ausgezeichnete Lern-CD-ROM Alles Theater aus dem Tivola Verlag.

## Weiterverwertung

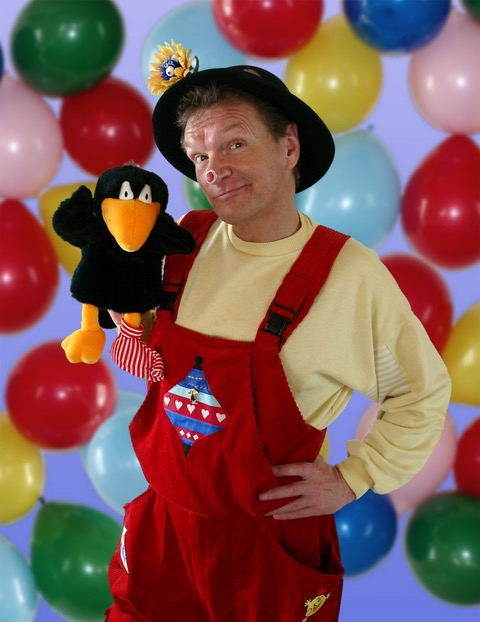
Joachim Kaps

In der Kinderfernsehsendung Unser Sandmännchen gehört Rabe Socke zu den Serienfiguren. Seit 1998 liefen dort mindestens 26 teilanimierte Kurzfilme. Die Inhalte basieren auf den Buch-Geschichten von Nele Moost. Vorgelesen werden sie von Joachim Kaps.
Am 6. September 2012 kam der Kinofilm Der kleine Rabe Socke in die deutschen Kinos. Am 20. August 2015 folgte Der kleine Rabe Socke 2 – Das große Rennen. Der dritte Film, Der kleine Rabe Socke – Die Suche nach dem verlorenen Schatz, lief ab dem 12. Dezember 2019 im Kino.
Die 52-teilige Zeichentrickserie Der kleine Rabe Socke wurde für den Kinderkanal KiKA produziert, von der ab 1. bis zum 26. Dezember 2016 insgesamt 26 Folgen gesendet wurden. Ab Mai 2017 wurden weitere 26 Folgen ausgestrahlt.